# Chemin (Textil)
Mit Chemin (aus dem Französischen) wird in der Weberei die Zahl der Kettfäden bezeichnet, die die Breite des Musters bestimmen.
Die Länge des Musters durch eine bestimmte Anzahl Einschlagfäden wird mit Tour bezeichnet und die Musterwiederholung mit Länge und Breite ist der Rapport.